# Furcifer timoni
Furcifer timoni — вид ящірок з родини хамелеонів (Chamaeleonidae).

## Етимологія
Цей вид названий на честь Тімона Роберта Глау, сина спіавтора відкриття виду, німецького герпентолога Франка Глау (Frank Glaw).

## Поширення
Цей вид є ендеміком острова Мадагаскар, де він відомий тільки у національного парку «Гори Амбер» (Montagne d'Ambre) на висоті 750—900 м над рівнем моря (Glaw і ін. 2009). Вид також можливо присутній в Національному парку Марожежу (Marojejy), судячи з фотографій (Glaw і ін . 2009), але це вимагає підтвердження, тому Марожежу не розглядається як частина ареалу Furcifer timoni. Ареал цього хамелеона займає площу 385 км².

## Опис
Жіночі особини Furcifer timoni зеленого забарвлення із помаранчевим черевом. Тіло покрите синіми плямами, а у верхня частина голови червона з синіми плямами. Голова самців зеленого кольору з фіолетовими плямами. Виявлена жіноча особина виношувала 14 яєць. Female specimens of Furcifer timoni have been found with up to fourteen eggs.

## Спосіб життя
Цей вид трапляється у первісному вологому лісі, де він живе переважно під пологом дерев. Спускається в нижні шари рослинності у період відкладання яєць.